# Leotychidas II
Leotychidas II (Leotychides, Latychidas) (545-469 p.n.e.) – władca Sparty w latach 491-476 p.n.e. Dowodził siłami spartańskimi w czasie I i II wojny perskiej od 490 do 478 p.n.e. Mylony bywa z synem Agisa II, noszącym to samo imię.
Urodzony w Sparcie około 545 p.n.e. był potomkiem królewskiego rodu Eurypontydów. Do władzy doszedł głównie dzięki pomocy Kleomenesa I poprzez zrzucenie z tronu Demaratosa w 491 p.n.e. W tym samym roku Leotychidas dołączył do wyprawy Kleomenesa na Eginę, gdzie schwytano dziesięciu zakładników i oddano Atenom. Jednak po śmierci Kleomenesa w 488 p.n.e. prawie musiał się poddać. Wiosną 479 p.n.e. Leotychidas rozkazał greckiej flocie składającej się ze 110 okrętów w Eginie i później na Delos udzielić pomocy greckiemu powstaniu na Chios i Samos przeciwko Persji. Król pokonał perskie wojsko i flotę w bitwie pod Mykale u wschodnich wybrzeży Azji Mniejszej latem 479 p.n.e. W 476 p.n.e. Leotychidas wysłał ekspedycję przeciwko tesalskiemu rodowi panującemu Aleuadów, chcąc ukarać ich za współpracę z najeźdźcami perskimi, ale wycofał się, przekupiony przez nich. Po powrocie do Sparty był sądzony o przyjęcie łapówki i udał się do świątyni Ateny w Tegei. Został skazany na wygnanie, a jego dom spalono. Władcą Sparty został jego wnuk, Archidamos II. Leotychidas zmarł kilka lat później, około roku 469 p.n.e.